# Little Englander
Little Englander ist ein im englischsprachigen Raum benutzter Begriff, welcher in den meisten Fällen abwertend gebraucht wird, um Personen mit provinziellen und isolationistischen Einstellungen in England zu bezeichnen. Er stammt ursprünglich aus dem 19. Jahrhundert und bezog sich auf Mitglieder der Liberal Party, die sich gegen die Expansion des Britischen Weltreichs aussprachen, ebenso wie bestimmte traditionalistische Konservative, die wollten, dass England nicht weiter als bis zu seinen damaligen Grenzen expandierte. Der Begriff wurde auch für Engländer verwendet, die die Kolonien des Britischen Empire als wirtschaftliche Belastung ansahen und sie so schnell wie möglich in die Unabhängigkeit entlassen wollten. Little Englander argumentierten dabei nicht mit antiimperialistischen oder ethischen Motiven, sondern waren der Ansicht, dass der Handel mit den britischen Kolonien die englische Industrie schwächen würde und dass koloniale Aufgaben den Staatshaushalt zu sehr belasten würden. Der Begriff wird besonders mit der Ablehnung des Zweiten Burenkriegs in Verbindung gebracht.
Mit dem Ende des Britischen Weltreichs erlebte der Begriff im 20. und 21. Jahrhundert einen Wandel. Er wurde nun benutzt, um Personen mit xenophoben und nationalistischen Einstellungen zu bezeichnen, welche Globalisierung und Einwanderung aus dem Ausland ablehnten. Bei den Little Englandern geht dies dabei häufig mit einer spezifisch englischen Identität gegenüber einer europäischen oder britischen Identität und der Unterstützung des englischen Nationalismus einher.
Dabei hat der Begriff als abwertende Bezeichnung für Anhänger des englischen Nationalismus und der Fremdenfeindlichkeit an Popularität gewonnen. Er wurde im Rahmen des EU-Austritts des Vereinigten Königreichs (Brexit) häufig spöttisch auf Anhänger des Brexit angewandt.